# ブライトン・アンド・ホーヴ・アルビオンFC 2023-2024シーズン
ブライトン・アンド・ホーヴ・アルビオンFC 2023-2024シーズンは、ブライトン・アンド・ホーヴ・アルビオンFC 2023-2024シーズンの成績と所属選手を詳述する。

## 概要
昨シーズン、リーグ6位に入り、初めて欧州主要大会であるUEFAヨーロッパリーグの出場権を得た。主な移籍では、チームの主力であったアレクシス・マック・アリスター、モイセス・カイセドがチームを去り、ベテランのジェイムズ・ミルナーをフリーで、ローンでアンス・ファティを獲得した。

## 所属選手
- [2][3]

注：選手の国籍表記はFIFAの定めた代表資格ルールに基づく。
| No. | Pos. |                | 選手名                   |
| --- | ---- | -------------- | ------------------------ |
| 1   | GK   | オランダ       | バルト・フェルブルッヘン |
| 2   | DF   | ガーナ         | タリク・ランプティ ()    |
| 3   | DF   | ブラジル       | イゴール                 |
| 4   | DF   | イングランド   | アダム・ウェブスター     |
| 5   | DF   | イングランド   | ルイス・ダンク           |
| 6   | MF   | イングランド   | ジェイムズ・ミルナー     |
| 7   | MF   | イングランド   | ソリー・マーチ           |
| 8   | MF   | ドイツ         | マフムド・ダフード ()    |
| 9   | FW   | ブラジル       | ジョアン・ペドロ         |
| 10  | FW   | パラグアイ     | フリオ・エンシソ         |
| 11  | MF   | スコットランド | ビリー・ギルモア         |
| 13  | MF   | ドイツ         | パスカル・グロス         |
| 14  | MF   | イングランド   | アダム・ララーナ         |

| No. | Pos. |                  | 選手名                        |
| --- | ---- | ---------------- | ----------------------------- |
| 15  | MF   | ポーランド       | ヤクブ・モデル                |
| 18  | FW   | イングランド     | ダニー・ウェルベック ()       |
| 20  | MF   | カメルーン       | カルロス・バレバ              |
| 22  | MF   | 日本             | 三笘薫                        |
| 23  | GK   | イングランド     | ジェイソン・スティール        |
| 24  | FW   | コートジボワール | シモン・アディングラ          |
| 28  | FW   | アイルランド     | エヴァン・ファーガソン ☆      |
| 29  | DF   | オランダ         | ヤン・ポール・ファン・ヘッケ  |
| 30  | DF   | エクアドル       | ペルビス・エストゥピニャン () |
| 31  | FW   | スペイン         | アンス・ファティ ()           |
| 34  | DF   | オランダ         | ジョエル・フェルトマン        |
| 38  | GK   | カナダ           | トーマス・マギル ()           |
| 40  | MF   | アルゼンチン     | ファクンド・ブオナノッテ ()   |

## FAカップ
| 2024年1月6日 FAカップ3回戦 | ストーク・シティ                             | 2–4 | ブライトン                                                            | ストーク＝オン＝トレント                      |
| 15:00                      | - ファン・ヘッケ 16分 (o.g.) - ベイカー 63分 |     | - エストゥピニャン 45+6分 - ダンク 52分 - ジョアン・ペドロ 71分, 80分 | 競技場: ブリタニア・スタジアム 観客数: 17,032 |

| 2024年1月27日 FAカップ4回戦 | シェフィールド・ユナイテッド            | 2–5 | ブライトン                                                                                  | シェフィールド                            |
| 15:00                       | - ハーメル 44分, 45+7分 - オスラ 45+8分 |     | - ブオナノッテ 14分 - ジョアン・ペドロ 29分 (pen.), 52分 (pen.), 67分 - ウェルベック 90+7分 | 競技場: ブラモール・レーン 観客数: 18,391 |

| 2024年2月28日 FAカップ5回戦 | ウルヴァーハンプトン | 1–0 | ブライトン | ウルヴァーハンプトン                          |
| 19:45                       | - レミナ 2分         |     |            | 競技場: モリニュー・スタジアム 観客数: 23,822 |

## EFLカップ
| 2023年9月27日 3回戦 | チェルシー        | 1–0 | ブライトン・アンド・ホーヴ・アルビオン | フルハム                                        |
| 19:45 BST           | - ジャクソン 50分 |     |                                        | 競技場: スタンフォード・ブリッジ 観客数: 37,516 |

## ヨーロッパリーグ

### グループステージ
| 2023年9月21日 1 | ブライトン・アンド・ホーヴ・アルビオン      | 2–3 | AEKアテネ                                           | ファルマー, イングランド                      |
| 20:00 BST       | - ジョアン・ペドロ 30分 (pen.), 67分 (pen.) |     | - シディベ 11分 - ガチノヴィッチ 40分 - ポンセ 84分 | 競技場: ファルマー・スタジアム 観客数: 30,178 |

| 2023年10月5日 2 | オリンピック・マルセイユ            | 2–2 | ブライトン・アンド・ホーヴ・アルビオン       | マルセイユ, フランス                            |
| 17:45 BST       | - エンベンバ 19分 - ヴェレトゥ 20分 |     | - グロス 54分 - ジョアン・ペドロ 88分 (pen.) | 競技場: スタッド・ヴェロドローム 観客数: 63,465 |

| 2023年10月26日 3 | ブライトン・アンド・ホーヴ・アルビオン          | 2–0 | アヤックス | ファルマー                                    |
| 20:00 BST        | - ジョアン・ペドロ 42分 - アンス・ファティ 53分 |     |            | 競技場: ファルマー・スタジアム 観客数: 30,540 |

| 2023年11月9日 4 | アヤックス | 0–2 | ブライトン・アンド・ホーヴ・アルビオン      | アムステルダム, オランダ                        |
| 17:45 GMT       |            |     | - アンス・ファティ 15分 - アディングラ 53分 | 競技場: ヨハン・クライフ・アレナ 観客数: 52,095 |

| 2023年11月30日 5 | AEKアテネ | 0–1 | ブライトン・アンド・ホーヴ・アルビオン | アテネ, ギリシャ                                    |
| 17:45 GMT        |           |     | - ジョアン・ペドロ 55分 (pen.)         | 競技場: スタディオ・アギア・ソフィア 観客数: 30,520 |

| 2023年12月14日 6 | ブライトン・アンド・ホーヴ・アルビオン | 1–0 | オリンピック・マルセイユ | ファルマー                                    |
| 20:00 GMT        | - ジョアン・ペドロ 88分                |     |                          | 競技場: ファルマー・スタジアム 観客数: 30,214 |

### ラウンド16
| 2024年3月7日 第1戦 | ASローマ                                                            | 4–0 | ブライトン・アンド・ホーヴ・アルビオン | ローマ, イタリア                              |
| 17:45 GMT          | - ディバラ 13分 - ルカク 43分 - マンチーニ 64分 - クリスタンテ 68分 |     |                                        | 競技場: スタディオ・オリンピコ 観客数: 64,877 |

| 2024年3月14日 第2戦 | ブライトン・アンド・ホーヴ・アルビオン | 1–0 (1–4 agg.) | ASローマ | ファルマー, イングランド       |
| 20:00 GMT           | - ウェルベック 37分                    |                |          | 競技場: ファルマー・スタジアム |